# Habenaria cultrata
Habenaria cultrata är en orkidéart som beskrevs av Achille Richard. Habenaria cultrata ingår i släktet Habenaria och familjen orkidéer. Inga underarter finns listade i Catalogue of Life.